# NGC 3281
NGC 3281 é uma galáxia espiral (Sab) localizada na direcção da constelação de Antlia. Possui uma declinação de -34° 51' 16" e uma ascensão recta de 10 horas, 31 minutos e 52,2 segundos.
A galáxia NGC 3281 foi descoberta em 2 de Maio de 1834 por John Herschel.